# Nuevo Porvenir (Catacaos)
Nuevo Porvenir es un caserío peruano ubicado en el distrito de Catacaos, perteneciente a la provincia y departamento de Piura, al norte del Perú. 

## Ubicación
Nuevo Porvenir se ubica al sureste de la provincia de Piura, en el distrito de Catacaos, en el departamento de Piura.

## Demografía
En 2017 Nuevo Porvenir tenía una población de 87 habitantes.